# Efika

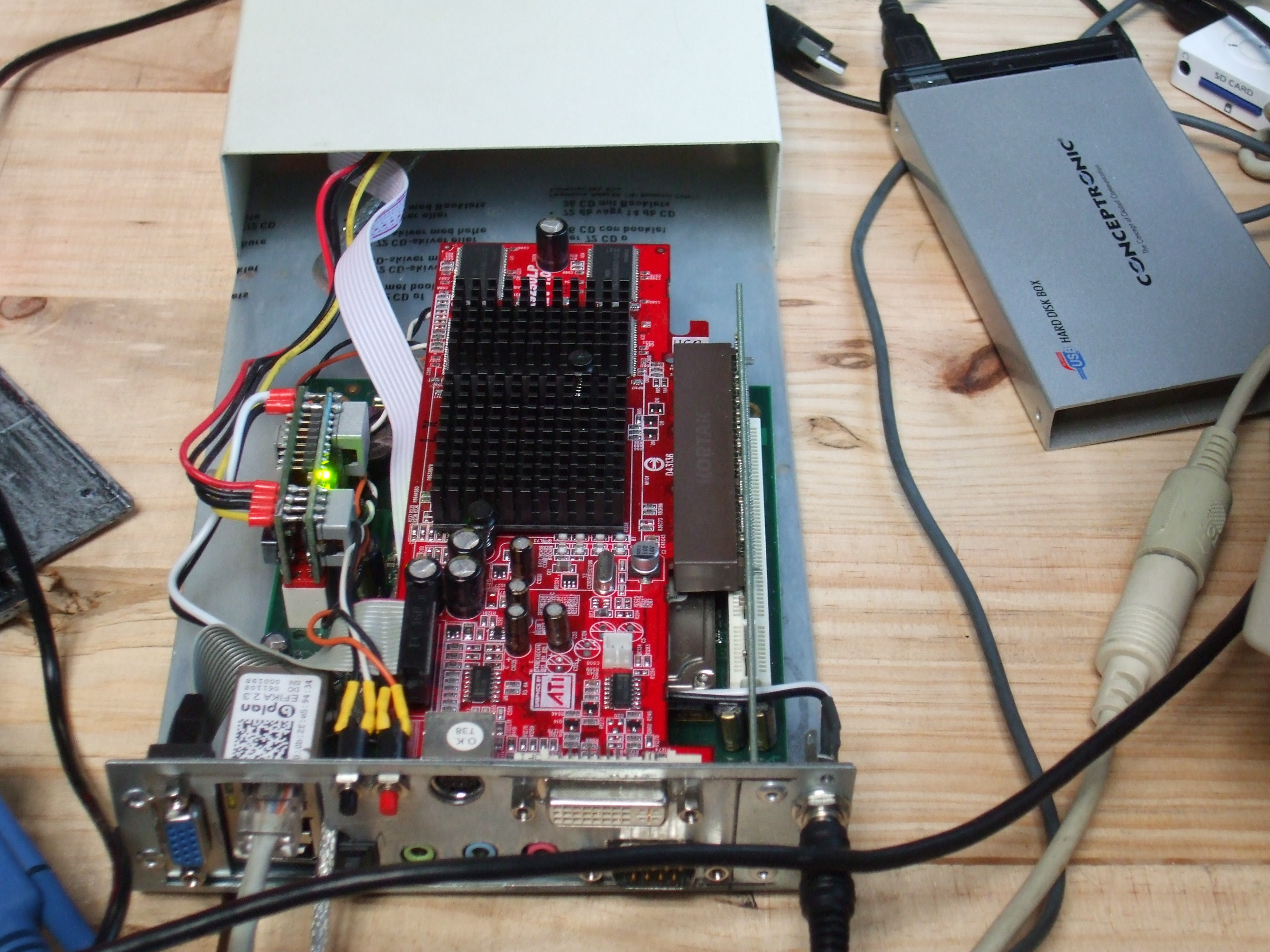
EFIKA 2.3 z zamontowaną kartą ATI Radeon 9250

EFIKA (EFIKA 5200B) – małogabarytowa płyta główna produkowana przez Genesi.
Płyta posiada na stałe zamontowany (wlutowany) 32-bitowy procesor MPC5200B taktowany częstotliwością 400 MHz. Jest to procesor o architekturze RISC rodziny PowerPC produkowany przez Freescale. Rolę BIOS-u pełni Open Firmware.
Efika została wyposażona w 128 MB pamięci DDR SDRAM (266 MHz), która podobnie jak procesor jest na stałe wlutowana w płytę. Prawdopodobnie istnieje możliwość zwiększenia jej pojemności poprzez dolutowanie dodatkowych pamięci w wolne punkty lutownicze znajdujące się na spodniej części płyty, dodanie niezbędnych elementów dyskretnych oraz modyfikację firmware’u. Nie odnotowano jednak ani jednej udanej takiej modyfikacji.
Płyta posiada jeden slot PCI (kompatybilny z 33 MHz i 66 MHz, 3,3 V), który można za pomocą specjalnego adaptera (dostarczonego wraz z płytą) zamienić na slot AGP 1x. Dzięki temu EFIKA może współpracować z całkiem wydajnymi (w odniesieniu do samej płyty) kartami graficznymi AGP 1x. Najbardziej wydajną kartą tego typu jest ATI Radeon 9250.
Płyta została wyposażona również w kontroler IDE, zakończony 44-pinowym złączem typu żeńskiego przeznaczonym do podłączenia dysku twardego 2,5" i umiejscowienia go bezpośrednio nad płytą.
Ponadto Efika posiada typowe interfejsy takie jak: dwa złącza USB 1.1, port RS-232, interfejs sieciowy 10/100Mb/s oraz złącza układów dźwiękowych (wejście/wyjście liniowe, wejście mikrofonowe i cyfrowe wyjście optyczne). Ponadto na samej płycie są dostępne interfejsy: złącze zasilanie ATX, interfejs IrDA, złącza audio (wejścia audio: CD_IN, VID_IN, AUX_IN, MIC oraz wyjście słuchawkowe HP).
Na płycie Efika można uruchomić wiele różnych systemów operacyjnych - są to dystrybucje systemu GNU/Linux wydanych na platformę PowerPC (np. Debian i Crux) oraz system MorphOS.
Wymiary płyty głównej są niestandardowe i wynoszą: 118 mm × 153 mm × 38 mm.
Płyta pojawiła się w 2006 roku, jednak najpierw była dostępna tylko w ramach programu developerskiego.
W sprzedaży dla zwykłych użytkowników była dostępna od 2007 roku, również w tym samym roku firma Genesi ogłosiła koniec produkcji.